# 17.ª etapa de la Vuelta a España 2021
La 17.ª etapa de la Vuelta a España 2021 tuvo lugar el 1 de septiembre de 2021 entre Unquera y Lagos de Covadonga sobre un recorrido de 185,8 km y fue ganada por el esloveno Primož Roglič del equipo Jumbo-Visma, quien además recuperó el maillot rojo de líder.

## Clasificación de la etapa
| Unquera - Lagos de Covadonga | etapa de montaña | (185,8 km) |

| \| Clasificación de la etapa \| Clasificación de la etapa \| Clasificación de la etapa \| Clasificación de la etapa \| Clasificación de la etapa \| \| Ciclista \| Ciclista \| Equipo \| Tiempo \| \| \| ------------------------- \| ------------------------- \| ---------------------------------- \| ------------------------- \| ------------------------- \| \| 1.º \| Primož Roglič \| Jumbo-Visma \| 4 h 34 min 45 s \| \| \| 2.º \| Sepp Kuss \| Jumbo-Visma \| + 1 min 35 s \| \| \| 3.º \| Miguel Ángel López \| Movistar Team \| + 1 min 35 s \| \| \| 4.º \| Adam Yates \| Ineos Grenadiers \| + 1 min 35 s \| \| \| 5.º \| Jack Haig \| Bahrain Victorious \| + 1 min 35 s \| \| \| 6.º \| Enric Mas \| Movistar Team \| + 1 min 35 s \| \| \| 7.º \| Egan Bernal \| Ineos Grenadiers \| + 1 min 35 s \| \| \| 8.º \| Gino Mäder \| Bahrain Victorious \| + 1 min 35 s \| \| \| 9.º \| Louis Meintjes \| Intermarché-Wanty-Gobert Matériaux \| + 2 min 29 s \| \| \| 10.º \| Clément Champoussin \| AG2R Citroën Team \| + 2 min 44 s \| \| |                     |                                    |                 |
| |                     |                                    |                 |
| Fuente: ProCyclingStats |                     |                                    |                 |
| Clasificación de la etapa |                     |                                    |                 |
| Ciclista | Ciclista            | Equipo                             | Tiempo          |
| 1.º | Primož Roglič       | Jumbo-Visma                        | 4 h 34 min 45 s |
| 2.º | Sepp Kuss           | Jumbo-Visma                        | + 1 min 35 s    |
| 3.º | Miguel Ángel López  | Movistar Team                      | + 1 min 35 s    |
| 4.º | Adam Yates          | Ineos Grenadiers                   | + 1 min 35 s    |
| 5.º | Jack Haig           | Bahrain Victorious                 | + 1 min 35 s    |
| 6.º | Enric Mas           | Movistar Team                      | + 1 min 35 s    |
| 7.º | Egan Bernal         | Ineos Grenadiers                   | + 1 min 35 s    |
| 8.º | Gino Mäder          | Bahrain Victorious                 | + 1 min 35 s    |
| 9.º | Louis Meintjes      | Intermarché-Wanty-Gobert Matériaux | + 2 min 29 s    |
| 10.º | Clément Champoussin | AG2R Citroën Team                  | + 2 min 44 s    |

## Clasificaciones al final de la etapa

### Clasificación general
| \| Clasificación general \| Clasificación general \| Clasificación general \| Clasificación general \| Clasificación general \| \| Ciclista \| Ciclista \| Equipo \| Tiempo \| \| \| --------------------- \| --------------------- \| --------------------- \| --------------------- \| --------------------- \| \| 1.º \| Primož Roglič \| Jumbo-Visma \| 68 h 42 min 56 s \| \| \| 2.º \| Enric Mas \| Movistar Team \| + 2 min 22 s \| \| \| 3.º \| Miguel Ángel López \| Movistar Team \| + 3 min 11 s \| \| \| 4.º \| Jack Haig \| Bahrain Victorious \| + 3 min 46 s \| \| \| 5.º \| Guillaume Martin \| Cofidis \| + 4 min 16 s \| \| \| 6.º \| Egan Bernal \| Ineos Grenadiers \| + 4 min 29 s \| \| \| 7.º \| Adam Yates \| Ineos Grenadiers \| + 4 min 45 s \| \| \| 8.º \| Sepp Kuss \| Jumbo-Visma \| + 5 min 04 s \| \| \| 9.º \| Felix Großschartner \| Bora-Hansgrohe \| + 6 min 54 s \| \| \| 10.º \| Gino Mäder \| Bahrain Victorious \| + 6 min 58 s \| \| |                     |                    |                  |
| |                     |                    |                  |
| Fuente: ProCyclingStats |                     |                    |                  |
| Clasificación general |                     |                    |                  |
| Ciclista | Ciclista            | Equipo             | Tiempo           |
| 1.º | Primož Roglič       | Jumbo-Visma        | 68 h 42 min 56 s |
| 2.º | Enric Mas           | Movistar Team      | + 2 min 22 s     |
| 3.º | Miguel Ángel López  | Movistar Team      | + 3 min 11 s     |
| 4.º | Jack Haig           | Bahrain Victorious | + 3 min 46 s     |
| 5.º | Guillaume Martin    | Cofidis            | + 4 min 16 s     |
| 6.º | Egan Bernal         | Ineos Grenadiers   | + 4 min 29 s     |
| 7.º | Adam Yates          | Ineos Grenadiers   | + 4 min 45 s     |
| 8.º | Sepp Kuss           | Jumbo-Visma        | + 5 min 04 s     |
| 9.º | Felix Großschartner | Bora-Hansgrohe     | + 6 min 54 s     |
| 10.º | Gino Mäder          | Bahrain Victorious | + 6 min 58 s     |

### Clasificación por puntos
| Clasificación por puntos | Clasificación por puntos | Clasificación por puntos | Clasificación por puntos | Clasificación por puntos |
| Ciclista                 | Ciclista                 | Equipo                   | Puntos                   |                          |
| ------------------------ | ------------------------ | ------------------------ | ------------------------ | ------------------------ |
| 1.º                      | Fabio Jakobsen           | Deceuninck-Quick Step    | 250 pts                  |                          |
| 2.º                      | Primož Roglič            | Jumbo-Visma              | 145 pts                  |                          |
| 3.º                      | Matteo Trentin           | UAE Team Emirates        | 123 pts                  |                          |
| 4.º                      | Magnus Cort              | EF Education-Nippo       | 114 pts                  |                          |
| 5.º                      | Michael Matthews         | BikeExchange             | 110 pts                  |                          |
| 6.º                      | Alberto Dainese          | Team DSM                 | 109 pts                  |                          |
| 7.º                      | Arnaud Démare            | Groupama-FDJ             | 88 pts                   |                          |
| 8.º                      | Enric Mas                | Movistar Team            | 85 pts                   |                          |
| 9.º                      | Egan Bernal              | Ineos Grenadiers         | 73 pts                   |                          |
| 10.º                     | Miguel Ángel López       | Movistar Team            | 72 pts                   |                          |

### Clasificación de la montaña
| Clasificación de la montaña | Clasificación de la montaña | Clasificación de la montaña        | Clasificación de la montaña | Clasificación de la montaña |
| Ciclista                    | Ciclista                    | Equipo                             | Puntos                      |                             |
| --------------------------- | --------------------------- | ---------------------------------- | --------------------------- | --------------------------- |
| 1.º                         | Romain Bardet               | Team DSM                           | 51 pts                      |                             |
| 2.º                         | Michael Storer              | Team DSM                           | 34 pts                      |                             |
| 3.º                         | Damiano Caruso              | Bahrain Victorious                 | 33 pts                      |                             |
| 4.º                         | Primož Roglič               | Jumbo-Visma                        | 33 pts                      |                             |
| 5.º                         | Rafał Majka                 | UAE Team Emirates                  | 29 pts                      |                             |
| 6.º                         | Jack Haig                   | Bahrain Victorious                 | 19 pts                      |                             |
| 7.º                         | Sepp Kuss                   | Jumbo-Visma                        | 19 pts                      |                             |
| 8.º                         | Pavel Sivakov               | Ineos Grenadiers                   | 16 pts                      |                             |
| 9.º                         | Egan Bernal                 | Ineos Grenadiers                   | 10 pts                      |                             |
| 10.º                        | Rein Taaramäe               | Intermarché-Wanty-Gobert Matériaux | 10 pts                      |                             |

### Clasificación de los jóvenes
| Clasificación del mejor joven | Clasificación del mejor joven | Clasificación del mejor joven | Clasificación del mejor joven | Clasificación del mejor joven |
| Ciclista                      | Ciclista                      | Equipo                        | Tiempo                        |                               |
| ----------------------------- | ----------------------------- | ----------------------------- | ----------------------------- | ----------------------------- |
| 1.º                           | Egan Bernal                   | Ineos Grenadiers              | 68 h 47 min 25 s              |                               |
| 2.º                           | Gino Mäder                    | Bahrain Victorious            | + 2 min 29 s                  |                               |
| 3.º                           | Juan Pedro López              | Trek-Segafredo                | + 10 min 35 s                 |                               |
| 4.º                           | Rémy Rochas                   | Cofidis                       | + 26 min 39 s                 |                               |
| 5.º                           | Clément Champoussin           | AG2R Citroën Team             | + 33 min 55 s                 |                               |
| 6.º                           | Aleksandr Vlásov              | Astana-Premier Tech           | + 35 min 40 s                 |                               |
| 7.º                           | Steff Cras                    | Lotto-Soudal                  | + 58 min 39 s                 |                               |
| 8.º                           | Jefferson Cepeda              | Caja Rural-Seguros RGA        | + 1 h 02 min 01 s             |                               |
| 9.º                           | Gotzon Martín                 | Euskaltel-Euskadi             | + 1 h 10 min 37 s             |                               |
| 10.º                          | Pavel Sivakov                 | Ineos Grenadiers              | + 1 h 27 min 48 s             |                               |

### Clasificación por equipos
| Clasificación por equipos | Clasificación por equipos          | Clasificación por equipos | Clasificación por equipos |
| Equipo                    | Equipo                             | Tiempo                    |                           |
| ------------------------- | ---------------------------------- | ------------------------- | ------------------------- |
| 1.º                       | Bahrain Victorious                 | 206 h 19 min 32 s         |                           |
| 2.º                       | Jumbo-Visma                        | + 6 min 37 s              |                           |
| 3.º                       | Ineos Grenadiers                   | + 8 min 49 s              |                           |
| 4.º                       | Movistar Team                      | + 30 min 00 s             |                           |
| 5.º                       | Intermarché-Wanty-Gobert Matériaux | + 41 min 21 s             |                           |
| 6.º                       | UAE Team Emirates                  | + 44 min 23 s             |                           |
| 7.º                       | Trek-Segafredo                     | + 1 h 16 min 09 s         |                           |
| 8.º                       | AG2R Citroën Team                  | + 1 h 16 min 46 s         |                           |
| 9.º                       | Cofidis                            | + 1 h 22 min 52 s         |                           |
| 10.º                      | Astana-Premier Tech                | + 1 h 44 min 28 s         |                           |

## Abandonos
Kenny Elissonde, Luis León Sánchez, Itamar Einhorn, Sander Armée y Mikel Landa no completaron la etapa.